# Partit dels Amants de la Cervesa (Belarús)
Partit dels Amants de la Cervesa o PLP (rus: Партия любителей пива, ПЛП) va ser un dels diversos partits amants de la cervesa creats en alguns estats post-soviètics, inclosa Belarús. Es va registrar oficialment el 30 de desembre de 1993.

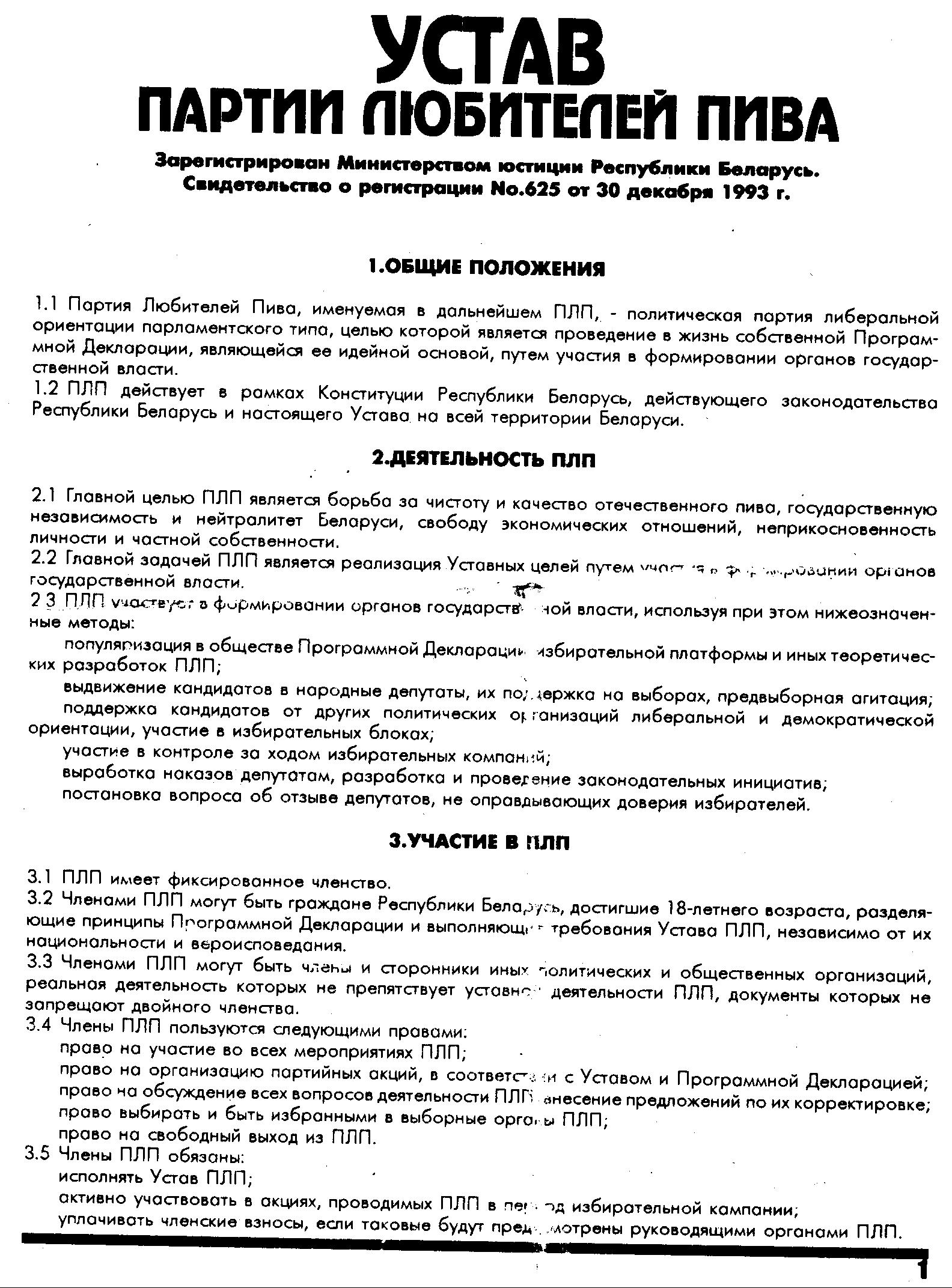
Estatut del partit (pàgina 1)

Segons el seu estatut, "l'objectiu principal del BLP és la lluita per la neteja i la qualitat de la cervesa nacional, la independència de l'Estat i la neutralitat de Belarús, la llibertat de relacions econòmiques, la inviolabilitat personal i la inviolabilitat de la propietat privada".
El president fou Andrej Ramašeŭski (Андрэй Рамашэўскі).
El 1995, Ramašeŭski va ser arrestat i empresonat per haver cremat en públic la bandera de l'RSS belarussa en protesta contra el canvi de símbols nacionals pel president belarús Lukaixenko després d'un referèndum controvertit. Va ser detingut per gamberrisme ("злостное хулиганство, совершенном с особым цинизмом", "gamberrisme malintencionat, perpetrat amb un cinisme pronunciat"), i després de 3 mesos de presó, va rebre la suspensió de presó el 19 de juliol. Ramašeŭski nega que hagi estat ell qui ha cremat la bandera, en referència a un vídeo de l'esdeveniment. Més tard va emigrar primer a Polònia i més tard a la República Txeca i es va convertir en ciutadà txec i, darrerament, membre del Partit Pirata Txec. Després d'això, els afers del partit es van destarotar.
El partit va ser liquidat el 1998 pel Tribunal Superior de Belarús. La raó declarada de la liquidació del BLP (així com de diversos altres partits) va ser que el partit no va atendre la sol·licitud del Ministeri de Justícia de Belarús sobre el recompte de membres i l'estructura de gestió del partit.
El logotip del partit és una al·lusió a l'"eriçó borratxo", un estereotip dels acudits russos.